# Филиппова-Диодорова, Карина Степановна
Карина Степановна Филиппова-Диодорова (9 июля 1934, Горький — 25 октября 2019, Москва) — советская и российская поэтесса, актриса и театральный педагог.

## Биография
Выпускница Школы-студии МХАТ (1958), мастерская Г. А. Герасимова. Педагоги — Софья Пилявская, Сергей Блинников.
Одна из основательниц театра «Современник», первая исполнительница роли Вари в спектакле «Вечно живые» по пьесе Виктора Розова — спектакле, с которого начался «Современник».
Имя Карины Филипповой стоит на самой первой афише этого театра.
В 1956—1957 годах — актриса театра «Современник», в 1958—1959 годах — Рижского театра русской драмы, в 1960—1961 годах — Алтайского краевого театра, в 1961—1963 годах — Ростовского ТЮЗа. В 1963—1964 годах преподавала сценическую речь в аспирантуре при Школе-студии МХАТ.
С 1964 по 1967 год — преподаватель Музыкального училища имени Гнесиных (отделение музыкальной комедии).
В 1997—2001 годы — актриса московского театра «У Никитских ворот».
Поэтический стаж более 50 лет, песни на стихи Карины Филипповой исполняли Клавдия Шульженко, Гелена Великанова, Майя Кристалинская, Иосиф Кобзон, Людмила Зыкина, Алла Пугачёва, Филипп Киркоров, Надежда Бабкина, Ренат Ибрагимов, Анастасия, Юлиан. Свой последний спектакль «Как быть счастливой» Валентина Толкунова сделала на стихи Карины Филипповой.
Она дружила с самыми яркими актерами нашего времени — Владимиром Высоцким, Олегом Ефремовым, Александром Лазаревым, Евгением Урбанским и многими другими. Дом Филипповой-Диодорова на Остоженке в Москве известен в разных кругах: политики, артисты, художники, музыканты — частые гости там; и за двести с лишним километров от Москвы в тверскую деревню гости нередко заезжали к Карине Филипповой.

## Болезнь и смерть
Карина Филиппова-Диодорова много лет страдала сахарным диабетом, в последние годы жизни была прикована к постели (лишилась ног и почти потеряла зрение).
Умерла 25 октября 2019 года. Похоронена на Новодевичьем кладбище.

## Семья
- Муж — народный художник России, член Союза художников России Борис Диодоров.
- Дочь — актриса Ирина Голицына (Диодорова).
- Внучки — Мария и Александра

## Интересные факты
- В школе-студии МХАТ вместе с Филипповой учился Владимир Высоцкий[3].  Филиппова поступила в Школу-студию МХАТ в 1954 году, а Владимир Высоцкий — в 1956 году, и с тех пор они были дружны. Первой женой Владимира Высоцкого 25 апреля 1960 года, через четыре года после их знакомства, стала лучшая подруга Карины Филипповой — Иза Мешкова-Жукова[5].
- В песне Владимира Высоцкого «Ой, где был я вчера…» упоминается молодая вдова, прототипом которой стала Карина Филиппова, действительно рано овдовевшая. После одного застолья в квартире Карины родилась песня «Молодая вдова всё смогла пережить, пожалела меня и оставила жить»[5]. Филиппова вспоминала:

Услышав песню, я в недоумении спросила: «Володя, какой балкон? Я же на первом этаже живу! Кроме того, ничего же не было!»
Он посмотрел на меня так грустно-грустно и сказал: «Какая же ты табуретка! Не догадываешься, что художнику может подарить фантазия?»

- Бард и журналист Борис Вахнюк привел к Филипповой юную Аллу Пугачёву, и в результате одной из дебютных песен примадонны стали песни на стихи Филипповой — «Прилепился к окошку лист» и «Окулинушка»[1].

## Творчество

### Песни на стихи К. Филипповой
- «Сколько мне лет» (исп. Клавдия Шульженко, муз. К. Акимов)
- «Не смей мне сниться» (исп. Гелена Великанова, муз. К. Акимов)
- «Песня о русском солдате» (исп. Гелена Великанова, Ансамбль песни и пляски внутренних войск МВД, муз. К. Акимов)
- «А мне говорят» (исп. Майя Кристалинская, Алла Пугачёва, муз. К. Акимов)
- «Была у Фрола» (исп. Майя Кристалинская, муз. К. Акимов)
- «Да, то есть нет» (исп. Майя Кристалинская, муз. К. Акимов)
- «Песенка о счастье» (исп. Майя Кристалинская, Татьяна Лазарева, муз. К. Акимов)
- «Ромашка» (исп. Майя Кристалинская, муз. К. Акимов)
- «Улыбка» (исп. Майя Кристалинская, муз. К. Акимов)
- «Лучше Вас нет» (исп. Иосиф Кобзон, муз. М. Беленко)
- «Прилепился к окошку лист» (исп. Майя Кристалинская, Алла Пугачёва, муз. К. Акимов)
- «Монолог» (Я сегодня, возможно, молчанья заветы нарушу…) (исп. Алла Пугачёва, муз. А. Ктитарёв)
- «Водяные да лешие» (исп., муз. Алла Пугачёва)
- «Мы так нелепо разошлись» (исп. Филипп Киркоров, муз. И. Крутой)
- «Опять одна» (исп. Людмила Зыкина, муз. А. Соболев)
- «Песня о Киеве» (исп. Людмила Зыкина, муз. А. Соболев)
- «Россия, вспомни о себе!» (исп. Людмила Зыкина, муз. А. Соболев)
- «Песня о весне» (исп. Людмила Зыкина, муз. В. Львовский)
- «Минарет» (исп. Ренат Ибрагимов, муз. О. Иванов)
- «Орел» (исп. Надежда Бабкина, муз. О. Иванов)
- «Уходя, ничего не берите из прошлого» (исп. Валентина Толкунова, муз. В. Попов)
- «Спешите делать добрые дела» (исп. Валентина Толкунова, Анне Вески, Владимир Мигуля муз. В. Мигуля)
- «У несчастных домов двери настежь» (исп. Валентина Толкунова, муз. В. Попов)
- «Подумаешь» (исп. Валентина Толкунова, муз. В. Попов)
- «Буратино» (исп. Валентина Толкунова, муз. К. Акимов)
- «Турманы-Турмалины» (исп. Валентина Толкунова, муз. А Ктитарёв)
- «Странная комната» (исп. Валентина Толкунова, Юлиан, муз. О. Иванов)
- «Вальс на Голгофу» (исп. Валентина Толкунова, муз. О. Иванов)
- «Из разных мы конюшен, господа» (исп. Валентина Толкунова, Юлиан, муз. А. Ктитарёв)
- «Небожитель» (исп Марина Мигуля, муз. В. Мигуля)
- «Я шепчу твое имя» (исп. Галина Улетова, муз. А. Зохина)
- «Моим врагам» (исп., муз. Анастасия)
- «Не верю» (исп., муз. Анастасия)
- «Сама себе завидую» (исп., муз. Анастасия)
- «Ночь» (исп., муз. Анастасия)
- «Городской сумасшедший» (исп., муз. Юлиан)
- «Разрешите влюбиться» (исп. Юлиан, муз. Е. Загот)
- «Ваша светлость» (исп. Юлиан, муз. О. Иванов)
- «Дора-Дора-Помидора» (исп., муз. Анна Соколова)
- «Что тебе сказать?» (исп. Ксения Георгиади, муз. В. Пипекин)
- «Верхом на урагане» (исп., муз. З.Харабадзе)
- «Зачем ко мне приходишь ты во сне?» (исп., муз. З.Харабадзе)

### Театральные работы
- Варя («Вечно живые», В. Розов, театр «Современник»)
- Войницкая («Дядя Ваня», А. П. Чехов, театр «У Никитских ворот»)

### Книги
Сборники стихов
- К. Филиппова. Сама себе завидую, 1993.
- К. Филиппова. Стою на семи холмах. — Нижний Новгород: Арника, 1997. — 47 с. — ISBN 5-87622-014-0.
- К. Филиппова. Ваша светлость. — Сб. стихов и прозы. — М.: Арбор, 1999. — 223 с. — ISBN 5-900048-08-X.
- К. Филиппова. Вот моя деревня. — Псковская областная типография, 2001. — 30 с.
- К. Филиппова. Так не бывает, 2002.
- К. Филиппова. Библейская мудрость, 2004.
- Карина Филиппова. «… каждого больше люблю…». — Псковская областная типография, 2004. — 328 с. — 1100 экз. — ISBN 5-94542-093-X.

Мемуары
- К. Филиппова. В гробу карманов нет. — М.: Проспект, 2011. — 36 с. — ISBN 978-5-392-02855-9.
- К. Филиппова. Прозрение. — М.: Проспект, 2012. — 192 с. — ISBN 978-5-392-10660-8.
- К. Филиппова. «Жила. Любила». — Юбилейное издание (+ CD). — М.: ABCdesign, 2014. — 368 с.
- К. Филиппова. По тропкам и по кочкам шла маленькая точка…. — М.: Проспект, 2016. — 272 с. — ISBN 978-5-392-21199-9.